# Земя (съветски филм, 1930)
„Земя“ (на украински: Земля) е съветски ням филм от 1930 г. на украинския режисьор Александър Довженко. Филмът разказва за процеса на колективизация и враждебността на земевладелците кулаци по време на Първата петилетка в СССР. Това е третият филм от „Украинската трилогия“ на Довженко, след „Звенигора“ и „Арсенал“.
Сценарият е вдъхновен от живота и опита на Довженко от процеса на колективизация в родната му Украйна. Този процес, на чийто фон се развива действието във филма и създаването му, е посрещнат в голяма степен негативно от населението на Съветския съюз.
„Земя“ обикновено се смята за шедьовър на Довженко и за един от най-великите филми, правени някога. Филмът заема десетата позиция в класацията от 12 международни филма на Световното изложение през 1958 г.

## Продукция
Довженко пише, продуцира и заснема „Земя“ през 1929 г., по време на процеса на колективизация в Украинската съветска социалистическа република, което той описва като „период ... на икономическа [и] умствена трансформация на целия народ“. Колективизацията започва през 1929 г., когато генералният секретар на ЦК Йосиф Сталин се опитва да контролира селското стопанство в Съветския съюз, докато то се индустриализира. Това означава колективизация на частните ферми, на която селяните се съпротивляват, като заколват впрегатните си животни, саботират селскостопански машини и убиват съветски агенти. Голяма част от сценария на „Земя“ е вдъхновен от опита на Довженко в този процес; например смъртта на Васил се основава на убийството на съветски агент в родния му район. Довженко също черпи вдъхновение от спомените си от детството, като например базира характера на Семьон на собствения си дядо.
Продукцията на „Земя“ започва на 24 май 1929 г. и завършва на 25 февруари 1930 г. Оригиналният саундтрак е композиран от Левко Ревуцки.
Снимките се провеждат предимно в Полтавска област в Украйна. За заснемането на филма Довженко си партнира с украинския оператор Данило Демутски, заснел и два от предишните филми на Довженко, „Звенигора“ и „Арсенал“. Близките планове се използват широко за подчертаване на един или няколко героя, обикновено неназовани селяни, често неподвижни. Филмовият изследовател Гилберто Перес оприличава кинематографията на „Земя“ на Одисеята на Омир, тъй като „всичко, което има значение в даден момент, е това, което е … ясно показано на екрана“.
Танцът на Васил, когато празнува успеха на реколтата, първоначално е написан като гопак в казашки стил, но Свашенко го променя след консултация с местните украински фермери.

### Памет
„Земя“ е широко смятан за магнум опуса на Довженко и сред най-великите филми, правени някога. Националният филмов център „Александър Довженко“ смята „Земя“ за най-известния украински филм. „Земя“ е избран за един от дванадесетте най-велики филма на всички времена от група от 117 филмови историци на Световния панаир в Брюксел през 1958 г. и е избран за един от петте филма, които да бъдат показани на фестивал за честване на 70-ата годишнина на ЮНЕСКО през 2015.